# Irene
Irene (tudi Eirene; grško Ειρήνη) je v grški mitologiji boginja miru in zdravja. Je hči Zevsa in Temide.
Po navadi je bila upodobljena kot lepa mlada ženska, ki nosi cornucopio (rog obilja), žezlo in riton.
Njena rimska sorodnica je Paks.